# Ercole Olgeni
Ercole Olgeni, italijanski veslač, * 11. december 1883, † 14. julij 1947.
Olgeni je za Italijo nastopil na Poletnih olimpijskih igrah 1920 in 1924.
Obakrat je nastopil v dvojcu s krmarjem. Na igrah v Antwerpnu je italijanski čoln osvojil zlato, v Parizu pa srebrno medaljo.